# Asara
Asara ist ein Brettspiel von Michael Kiesling und Wolfgang Kramer, das 2010 bei Ravensburger erschien und 2011 für den Spielepreis Spiel des Jahres nominiert wurde. Außerdem erreichte es im selben Jahr Platz 5 beim Deutschen Spiele Preis. Es erhielt den österreichischen Spielepreis Spiel der Spiele und wurde beim International Gamers Award in der Kategorie Strategiespiel für mehrere Spieler sowie beim flämischen Spielepreis Gouden Ludo 2011 nominiert.
Zwei bis vier Spieler kaufen Bauteile und errichten möglichst viele und hohe Türme. Ein Spiel dauert etwa 60 Minuten, Asara wird für Spieler ab 9 Jahren empfohlen.

## Idee und Ausstattung
Der Bau hoher, schmaler Türme erinnerte die Jury des Spiel des Jahres an ein „märchenhaftes Dubai“, wozu die Illustrationen von Franz Vohwinkel beitragen. 
Der große Spielplan wird aus einzelnen Stücken zusammengesetzt, zwei weitere Elemente kommen nur in der als Profivariante bezeichneten Spielerweiterung für erfahrenere Asara-Spieler zum Einsatz. Alle Züge werden über farbige Karten ausgeführt, die als Einkäufer bezeichnet werden. Die Spieler legen sie auf zur jeweiligen Aktion gehörende Ablagefelder auf dem Spielplan.
Die Turmbauteile, Münzen und die Markierung des jeweiligen Startspielers sind bedruckte Pappplättchen. 

## Spielablauf
Das Spiel verläuft über vier als Jahre bezeichnete Runden mit jeweils mehreren (bis zu sieben) Zügen pro Mitspieler. Vor jeder Runde werden Turmbauteile der vier Typen Basis, Spitze, Mittelteil und Mittelteil mit Fenster ausgelegt und jeder Spieler erhält sieben Einkäufer. 
In jedem Zug legt der Spieler einen oder mehrere Einkäufer ab und führt anschließend die entsprechende Aktion aus. Anschließend ist sein Nachbar im Uhrzeigersinn an der Reihe. Die Züge laufen reihum, bis alle Spieler alle Einkäufer eingesetzt haben. Hat ein Spieler gegen Ende eines Jahres keine Einkäufer mehr auf der Hand, wird er übersprungen.
Einkäufer können verschiedene Aktionen ausführen. Dabei bestimmt in jeder Runde der erste Spieler, der eine Aktion ausführt, welche Kartenfarbe künftig für diese Aktion vorgeschrieben ist. Hat ein Spieler diese Farbe nicht mehr, will aber eine Aktion dieses Typs ausführen, muss er zwei Einkäufer beliebiger Farbe einsetzen. 
Zentral sind der Einkauf von Turmbauteilen und das Bauen von Türmen, weitere Optionen sind der Tausch eines Einkäufers gegen Geld (dreimal pro Runde mit Farbkodierung möglich sowie unbegrenzt aber mit weniger Ertrag ohne Farbzwang), der Tausch eines Einkäufers gegen Turmteile (wobei der Farbzwang aufgehoben ist, die Teile aber teurer als beim normalen Kauf sind) und einmalig pro Runde der Erwerb der Gunst des Kalifen, wodurch der Spieler in der nächsten Runde Startspieler wird.
Beim Einkauf von Turmbauteilen wählt ein Spieler einen der Bauteiltypen (Basis, Spitze, Mittelteil und Mittelteil mit Fenster) aus. Dann legt er seinen Einkäufer auf das entsprechende Ablagefeld und wählt aus den angebotenen Bauelementen des Typs eines aus, bezahlt es und legt das Bauteil hinter seinem Sichtschirm ab. Es gibt Türme in fünf Farben, jede Farbe hat einen anderen Preis pro Bauteil, wobei alle Teile einer Farbe denselben Preis haben. 
Zum Bau von Türmen legt der Spieler seinen Einkäufer auf den Baukreis ab. Dieser enthält die Werte eins bis sieben, der Spieler muss dann genauso viele Münzen zahlen und Turmbauelemente bauen, wie das Feld des Kreises vorgibt. Ist das Feld mit dem gewünschten Wert in der laufenden Runde schon belegt, darf der Spieler ein höheres Feld des Kreises belegen, muss dann diesen Wert bezahlen und baut weniger Teile. Beim Bau eines neuen Turm muss dieser mindestens aus Basis und Spitze derselben Farbe bestehen, Mittelteile mit oder ohne Fenster können nachträglich in schon gebaute Türme eingeschoben werden. Ein Bauzug kann gleichzeitig an mehreren Türmen ausgeführt werden und sowohl den Bau neuer und den Ausbau bestehender Türme kombinieren.
Am Ende jeder Runde erfolgt eine Zwischenwertung und alle auf dem Spielplan liegenden Turmteile und Einkäufer werden abgeräumt. Punkte gibt es für jeden bis dahin gebauten Turm, für alle goldenen Verzierungselemente und für die Gunst der Kalifen.
Für das neue Jahr werden neue Turmbauteile aufgelegt und die Spieler erhalten sieben neue Einkäufer und zusätzliches Geld. Am Ende des Spiels werden Punkte in der Schlusswertung Prestigepunkte auf einer um das ganze Spielbrett umlaufenden Leiste verteilt. Dabei werden der höchste Turm des Spiels, der höchste Turm jeder Farbe und die Zahl der Türme pro Spieler gewertet. In allen Wertungsgruppen bekommen der Erste und der Zweite Punkte. Bei Gleichstand werden die Punkte geteilt.
In der Profivariante können zusätzliche Einkäufer-Karten gekauft werden und es kommen leuchtende Fenster-Bauteile hinzu, die auf normale Fenster-Elemente gelegt werden können und bei Gleichständen in der Schlusswertung zählen.

## Zielgruppe und Spielprinzip
Asara ist ein Familienspiel, das aufgrund der Steuerung aller Aktionen durch die farbigen Karten erst ab etwa 9 Jahren geeignet ist. Die Spiel des Jahres-Jury schreibt dazu: „Der besondere Kniff dabei ist der äußerst elegante Karten-Mechanismus, der allen Aktionen zugrunde liegt. Der Farbzwang beim Einsetzen der Karten erfordert ein gutes Management, um sich trotz gegnerischer Störmanöver alle Möglichkeiten lange offen zu halten.“ Außerdem sind die Zahlen einiger Aktionen pro Jahr begrenzt und es gibt Aktionen, deren Wert im Laufe der Runde sinkt.
Wegen der vielen Möglichkeiten, im Laufe des Spiels und in der Schlusswertung Punkte zu sammeln, die den Spielern die Gunst des Kalifen einbringen, gibt es auch unterschiedliche Strategien, auf die sich die Spieler spezialisieren können. Dabei sollten sie auch die sichtbaren und vermuteten Strategien ihrer Mitspieler beachten, da sie ansonsten um dieselben Turmbauteile oder Wertungen konkurrieren. Aus der Entscheidung zum Spiel des Jahres: „Der größte Turm wird mit den meisten Zählern bedacht. Aber viele Türme zu bauen und an verschiedenen Orten Zweitbester zu sein, kann sich durchaus mehr lohnen.“ Asara ist ausgewogen zwischen langfristiger Strategie, direkter Taktik, mit der etwa frühzeitig Farben vorgegeben werden, und einem Glücksfaktor aus der Farb-Verteilung der Einkäufer auf der Hand eines Spielers und der Auslage der Turmbauteile.

## Erweiterungen
2010 wurde vom Wiener Spielemuseum in Zusammenarbeit mit Ravensburger die erste Erweiterung Das Haus des Flaschengeistes veröffentlicht.
2011 erschien im Spielbox-Sonderheft Wolfgang Kramer Almanach die zweite Erweiterung Die Gaben des Kalifen.